# Хјурон (Канзас)
Хјурон (енгл. Huron) град је у америчкој савезној држави Канзас.

## Демографија
По попису из 2010. године број становника је 54, што је 33 (-37,9%) становника мање него 2000. године.
| Група             | 2000.      | 2010.      |
| Белци             | 83 (95,4%) | 53 (98,1%) |
| Афроамериканци    | 1 (1,1%)   | 0 (0,0%)   |
| Азијати           | 1 (1,1%)   | 0 (0,0%)   |
| Хиспаноамериканци | 1 (1,1%)   | 1 (1,9%)   |
| Укупно            | 87         | 54         |